# Museum - Osservatorio dell'arte in Sicilia
Le Museum (abréviation de Museum - Osservatorio dell'arte in Sicilia) est un musée privé d'art contemporain situé à Bagheria, municipalité de la Ville métropolitaine de Palerme. Le musée a été fondé par le galeriste Ezio Pagano en 1997, et rassemble les résultats de l'activité des galeries privées d'Ezio Pagano à Bagheria, actives entre 1965 et 1994.
Il rassemble des peintures et des sculptures de divers artistes siciliens, tels que Carla Accardi, Pietro Consagra, Piero Guccione, Emilio Isgrò (it), Augusto Perez, Antonio Sanfilippo (it), Salvatore Scarpitta (it), Fosco Maraini, Giuseppe Tornatore, Nino Franchina,. Il abrite également une collection de photographies, notamment celles de Ferdinando Scianna et vingt portraits photographiques de la peintre mexicaine Frida Kahlo par Leo Matiz.
Elle possède les Archives historiques des artistes siciliens du XXe siècle (ASAS) et dispose d'une bibliothèque de 10 000 volumes et d'une vidéothèque spécialisée. Il y a des conférences avec des critiques et des artistes et des expositions d'art.